# 426
Évszázadok: 4. század – 5. század – 6. század
Évtizedek: 370-es évek – 380-as évek – 390-es évek – 400-as évek – 410-es évek – 420-as évek – 430-as évek – 440-es évek – 450-es évek – 460-as évek – 470-es évek
Évek: 421 – 422 – 423 – 424 –  425 – 426 – 427 – 428 – 429 – 430 – 431

## Események

### Nyugat- és Keletrómai Birodalom
- II. Theodosius (keleten) és III. Valentinianus (nyugaton) császárokat választják consulnak.
- II. Theodosius rendeletet ad ki a volt pogány templomok lerombolásáról. Olümpiában elpusztítják a Zeusz-templomot, a híres Zeusz-szobrot pedig Konstantinápolyba viszik (egy másik verzió szerint a szobor is elpusztul a templomban).
- Galliában a vizigótok ostrom alá veszi Arelatét, de Aetius hun zsoldosai segítségével elűzi őket. Felix, Arelate katonai vezetője meggyilkoltatja riválisát, Patroclus püspököt.
- Hippói Szent Ágoston befejezi az Isten Városa című művét.
- Az előző évben meghalt Attikosz helyére I. Sziszinioszt választják Konstantinápoly pátriárkájává.

### Közép-Amerika
- A tikali K'inich Yax K'uk' Mo' elfoglalja Copánt, ahol új királyságot és dinasztiát alapít.

## Születések
- Liu Sao, a Liu Szung dinasztia császára

## Fordítás
- Ez a szócikk részben vagy egészben  a(z)   426 című angol Wikipédia-szócikk ezen változatának fordításán alapul.  Az eredeti cikk szerkesztőit annak laptörténete sorolja fel. Ez a jelzés csupán a megfogalmazás eredetét és a szerzői jogokat jelzi, nem szolgál a cikkben szereplő információk forrásmegjelöléseként.